# Richard Pousette-Dart
Richard Warren Pousette-Dart, né le 8 juin 1916 à Saint Paul – mort le 25 octobre 1992 à New York, est un peintre américain. Il est un des fondateurs de l’école de New York.